# Thomas Britton
Pour les articles homonymes, voir Britton.
Thomas Britton (14 janvier 1644 – 27 septembre 1714) est un marchand de charbon anglais et organisateur de concerts à Londres.

## Biographie
Passionné et collectionneur des œuvres de Jenkins et Purcell, il organise chez lui des réunions musicales (1678-1714) qui devinrent célèbres. On pouvait ainsi y rencontrer Haendel, Bolingbroke, Pope ou encore Addison.
Fromental Halévy a consacré un chapitre de son livre "Souvenirs et portraits" (1861) à Thomas Britton "le Charbonnier". On y lit notamment :
Nous voici arrivés à l'époque la plus remarquable de la vie de Thomas Britton. L'argent qu'il avait rapporté du pays de Galles le mit à même d'agrandir encore son habitation et de réaliser un projet conçu et médité depuis longtemps. Il voulait réunir chez lui les premiers artistes de Londres, les amateurs les plus distingués ; mettre à leur disposition la bibliothèque musicale qu'il avait fondée, qu'il augmentait encore tous les jours, et donner à ses frais d'excellents concerts auxquels il convierait la plus belle société de la ville, c'est-à-dire les "ladies" et les "gentlemen" qu'il jugerait dignes de l'honneur de son invitation. Rien de semblable à ce que voulait faire Britton n'avait encore existé à Londres.
[…] Ce composé bizarre a vécu dans un temps et dans un pays qui lui ont permis de se développer en toute liberté. Il me semble qu'un charbonnier donneur de concerts, patron des artistes, collectionneur de curiosités, recevant avec sa jaquette bleue de belles dames dans un salon situé au-dessus d'un magasin de charbon, et auquel il fallait arriver par une échelle, n'aurait pu exister ailleurs qu'en Angleterre.